# Kråkebo naturreservat
Kråkebo är ett naturreservat i Ulricehamns kommun i Västra Götalands län.
Reservatet ligger väster om Ulricehamns tätort vid sjön Åsundens västra strand. Det är skyddat sedan 2001 och omfattar 46 hektar. Brantskogarna i naturreservatet hyser många arter av lövträd och buskar som bok, alm, ask, lind, ek och hassel.

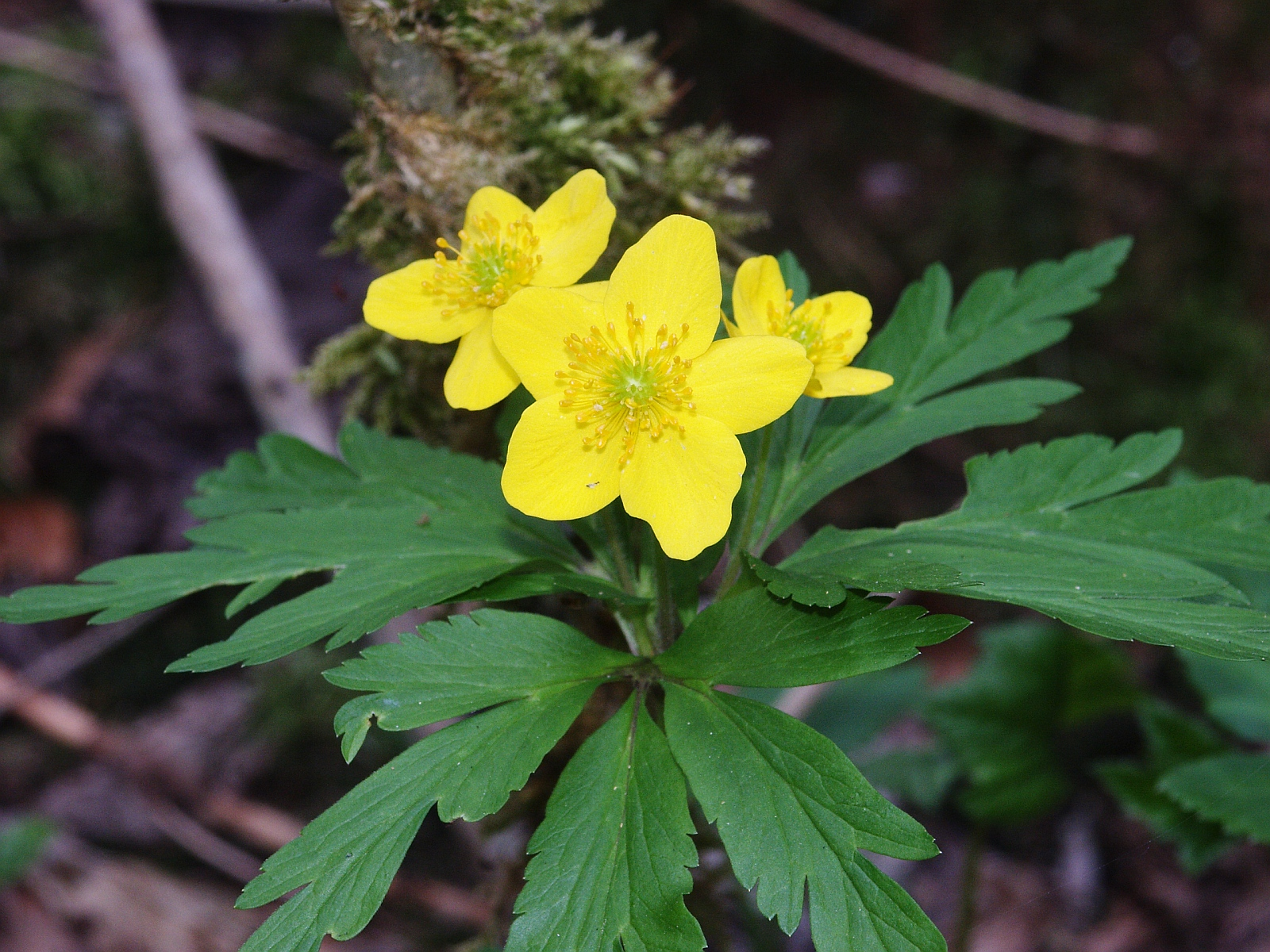
Gulsippa

Reservatet omfattar flera lövskogsområden vid bergen Kråkeboberg och Åsakullen. Där finns höga naturvärden knutna till lövskogarna med dess rika lundflora och moss- och lavflora. Inom området finns rikligt med äldre träd och död ved. Lundväxter som blåsippa, lungört, tandrot, gulsippa, myskmadra och vårärt påträffas inom reservatet.
Korallblylav, grov baronmossa, lunglav, skinnlav och ett stort antal andra lavar, mossor och även svampar har hittats i området.
Området ingår i EU:s ekologiska nätverk av skyddade områden, Natura 2000 och förvaltas av Västkuststiftelsen.